# 焦云 (1956年)
焦云（1956年2月—），吉林榆树人，汉族，中国民主建国会会员。中华人民共和国政治人物、第十三届全国人民代表大会黑龙江省代表。

## 生平
2018年，焦云被选为黑龙江省出席第十三届全国人民代表大会代表。